# Денніс Вагнер
Денніс Вагнер (нім. Dennis Wagner; нар. 19 червня 1997, Кассель) — німецький шахіст, гросмейстер (2015).
Успішно виступає в чемпіонатах Німеччини: 2012 — 3-6 місце, 2013 — 2-8 місце (за додатковим показником сьоме), 2014 — одноосібне друге місце.
У складі збірної Німеччини учасник командного чемпіонату Європи 2015.
У шаховій бундеслізі виступає за SV 1930 Hockenheim.
На початку 2015 року на великому турнірі в Гібралтарі поділив 3-11 місця (за додатковим показником став шостим).
Учасник двох першостей Європи (2011 і 2013; на обох турнірах, розіграних за швейцарською системою, юний німець потрапив у нижню половину таблиці).
2015 року взяв участь у першостях світу з рапіду і бліцу.

## Таблиця результатів
| Рік  | Місто | Турнір                   | + | − | = | Результат | Місце |
| ---- | ----- | ------------------------ | - | - | - | --------- | ----- |
| 2013 |       | Бундесліга               | 7 | 2 | 4 | 9 з 13    | [ 3 ] |
| 2014 |       | 85-й чемпіонат Німеччини | 5 | 0 | 4 | 7 з 9     | 2     |
| 2014 |       | опен у Вандевр-ле-Нансі  | 6 | 1 | 2 | 7 з 9     | 1     |